# جان میلن (ورزشکار)
جان میلن (انگلیسی: John Millen؛ زادهٔ ۱۸ اکتبر ۱۹۶۰) ورزشکار اهل کانادا است.
وی در مسابقات کشوری و بین‌المللی در مجموع برندهٔ ۱ مدال برنز شده‌است.